# Hermann Zapf (Politiker)

Hermann Zapf, vor 1939

Hermann Zapf (* 26. März 1886 in Ludwigsburg; † 8. Mai 1957 in Hannover) war ein deutscher Politiker (NSDAP).

## Leben und Wirken
Nach dem Besuch der Volksschule in den Jahren 1892 bis 1900 wurde Zapf zum Kaufmann ausgebildet. Von 1905 bis 1908 gehörte er dem Dragoner-Regiment „Königin Olga“ (1. Württembergisches) Nr. 25 an. Anschließend war er von 1908 bis 1914 und von 1919 bis mindestens 1938 als kaufmännischer Angestellter in verschiedenen Industrie- und Handelsunternehmen tätig.
Von August 1914 bis zum Kriegsende 1918 nahm Zapf mit dem Füsilier-Regiment „Prinz Heinrich von Preußen“ (Brandenburgisches) Nr. 35 am Ersten Weltkrieg teil, in dem er bis zum Vizefeldwebel befördert wurde. Von 1919 bis 1928 gehörte Zapf dem Stahlhelm an. 1930 schloss er sich der NSDAP und SA an. In der SA wurde Zapf im September 1932 zum Führer der SA-Untergruppe Essen und am 15. September 1933 zum Führer der SA-Brigade 60 ernannt.
Von März 1933 bis Mai 1945 saß Zapf als Abgeordneter der NSDAP im Reichstag tätig, zunächst für den Wahlkreis 23 (Düsseldorf-West), ab März 1936 für den Wahlkreis 16 (Südhannover-Braunschweig) und ab April 1938 für den Wahlkreis 15 (Osthannover).